# Pleistodontes
Pleistodontes (лат.) — род наездников семейства Agaonidae из надсемейства Chalcidoidea подотряда стебельчатобрюхие перепончатокрылые насекомые. Обитают в Австралии и Новой Гвинее, с одним видом (P. claviger) с острова Ява. Имеют облигатный мутуализм с видами растений рода фикус, которые они опыляют. Pleistodontes опыляет виды секции Malvanthera подрода Urostigma (Ficus).

## Описание
Длина тела 1—4 мм (самки вдвое крупнее самцов: 1,5 — 4,5 мм и 0,7—2,2 мм, соответственно), основная окраска самок тёмно-коричневая до чёрной (самцы желтоватые). Голова самки удлиненная, в основном длиннее ширины (но у некоторых видов длиннее ширины, например, у Pleistodontes mandibularis Wiebes из Папуа — Новой Гвинеи), с тремя оцеллиями на вершине. Голова полностью хитинизирована, без мембраны над торулами; в крайнем случае, у P. greenwoodi и Pleistodontes xanthocephalus имеется V-образная мембрана на срединной линии головы. Глаза обычно короче щёк, но у некоторых видов они длиннее. Мандибулярный придаток удлиненный, обычно содержит более 20 поперечных пластинок, редко меньше (11—13 у P. rigisamos), иногда с поперечными рядами мелких зубцов (например, P. regalis, P. nitens, P. froggatti). Антеннальный скапус обычно удлиненный (не менее в 2—3 раза длиннее ширины), иногда короче, в основном с дорсальной пластинкой, которая может быть изогнута наружу и вниз. Педицель довольно короткий, без дорсальных шипов. Третий усиковый сегмент удлиняется в треугольный отросток, всегда неразделенный и часто удлиненный. У некоторых видов треугольное расширение на третьем усиковом сегменте отсутствует (первый фуникулярный сегмент, F1). Антенны несут один или два ряда линейных сенсилл. Мезосома несет пыльцевые карманы, иногда редуцированные или отсутствующие (все папуасские виды и один австралийский вид). Жилкование всегда полное. Передние голени обычно несут 2-3 шипа в дорсо-апикальном гребне, редко только один, а у одного папуасского вида (Pleistodontes immaturus) — четыре. Ножны яйцеклада примерно такой же длины, как метасома, или короче ее (все австралийские виды), но у некоторых папуасских видов могут быть вдвое длиннее метасомы.
У большинства видов антенна состоит из трех поперечных или (суб)четырехугольных сегментов между педицелем и двучленистым булавой. У одного папуасского вида (Pleistodontes blandus) сегментов два. Все лапки самцов пятичленные. Обычно мезоскутум отделен от мезонотума. У одного папуасского вида (P. blandus) он слит. Метанотум сросшийся с проподеумом, по крайней мере частично. У одного вида (P. froggatti) метанотум отделен от проподеума.
Опылители и фитофаги растений рода Фикус (подрод Sycidium, Ficus, семейство Тутовые) следующих видов: Ficus glandifera, Ficus hesperidiiformis, Ficus macrophylla, Ficus obliqua, Ficus pleurocarpa, Ficus rubiginosa, Ficus sterrocarpa, Ficus watkinsiana, Ficus xylosycia (Moraceae). В своём обзоре австралийских представителей рода Карлос Лопес-Ваамонде и соавторы выразили мнение, что P. claviger не принадлежит к роду.

## Классификация
Известно более 20 видов.
- Pleistodontes achorus Lopez-Vaamonde, Dixon & Cook, 2002
- Pleistodontes addicotti Wiebes, 1991
- Pleistodontes astrabocheilus Lopez-Vaamonde, Dixon & Cook, 2002
- Pleistodontes athysanus Lopez-Vaamonde, Dixon & Cook, 2002
- Pleistodontes blandus Wiebes, 1963[7]
- Pleistodontes claviger (Mayr, 1885)
- Pleistodontes cuneatus Wiebes, 1990[8]
- Pleistodontes deuterus Lopez-Vaamonde, Dixon & Cook, 2002
- Pleistodontes froggatti Mayr, 1906
- Pleistodontes galbinus Wiebes, 1977
- Pleistodontes greenwoodi (Grandi, 1928)
- Pleistodontes immaturus Wiebes, 1963
- Pleistodontes imperialis Saunders
- Pleistodontes longicaudus Wiebes, 1977
- Pleistodontes macrocainus Lopez-Vaamonde, Dixon & Cook, 2002
- Pleistodontes mandibularis Wiebes, 1977
- Pleistodontes nigriventris (Girault)
- Pleistodontes nitens (Girault)
- Pleistodontes plebejus Wiebes, 1963
- Pleistodontes proximus Wiebes, 1990
- Pleistodontes regalis Grandi
- Pleistodontes rennellensis Wiebes, 1968
- Pleistodontes rieki Wiebes, 1963
- Pleistodontes rigisamos Wiebes, 1991
- Pleistodontes schizodontus Lopez-Vaamonde, Dixon & Cook, 2002
- Pleistodontes xanthocephalus Lopez-Vaamonde, Dixon & Cook, 2002